# Espai Cultura Sabadell
Espai Cultura Sabadell es un espacio sociocultural que tiene como referentes la innovación y la cultura, con una especial dedicación al arte, la educación y las tecnologías, ubicado en Sabadell, Cataluña, España.

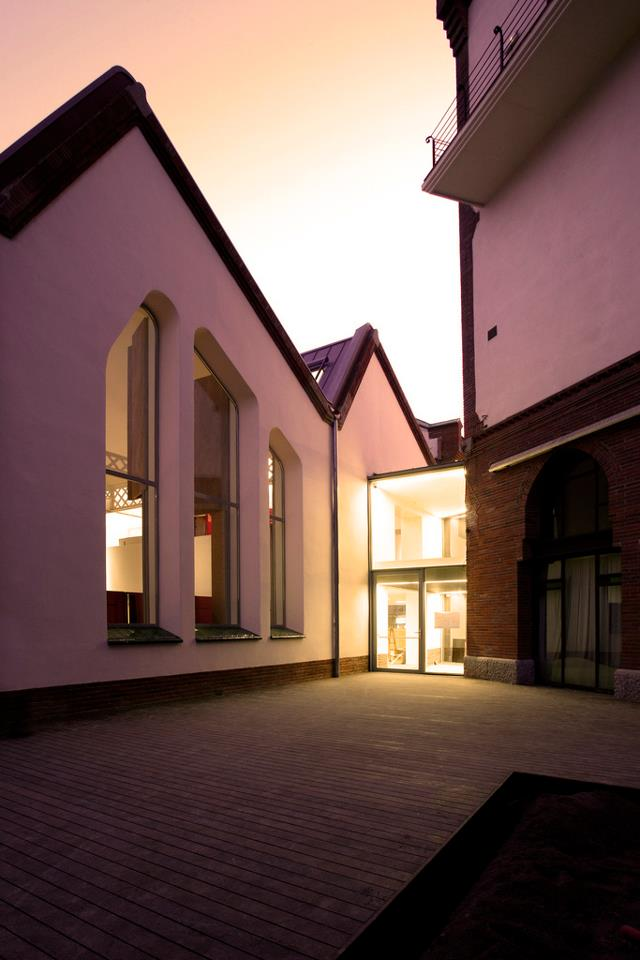
Entrada a l'Espai Cultura Sabadell.

Pone a disposición de la ciudadanía un espacio abierto dedicado a la difusión, formación y producción de contenidos, con una programación abierta y de calidad. Sus actividades se dirigen a diversos colectivos, con contenidos y formatos innovadores, la voluntad de fomentar la participación y trabajar en red con otros centros, colectivos y personas con intereses comunes.

## Historia
El Espai Cultura Sabadell se ubica en un edificio modernista encargado por Caixa Sabadell al arquitecto Jeroni Martorell en 1907. Originalmente fue edificado para albergar las aulas, los talleres y las dependencias de la Escuela Industrial y de Artes y Oficios de Sabadell, que tuvo su sede hasta principios de los años sesenta. A partir de entonces fue remodelado para acoger la Obra Social: la biblioteca, los pisos de varias entidades culturales de la ciudad, un auditorio y una sala de conferencias. Actualmente, y tras una última remodelación para dotarlo de un nuevo auditorio y nuevas salas de exposiciones, acoge el Espai Cultura.
La construcción de la escuela industrial supuso el paro de las obras del otro edificio que Caixa Sabadell había encargado a Jeroni Martorell: su sede central de la calle Gracia, 17 de Sabadell, ya que la entidad consideró que era prioritaria para la ciudad la construcción de la Escuela Industrial. La sede central se terminó en 1915 y fue inaugurada de forma oficial el 24 de junio de 1917.
Entre el conjunto arquitectónico formado por el Espai Cultura y la sede central, encontramos el jardín: un espacio verde en el centro de Sabadell a disposición de todos los ciudadanos. Se inauguró el 23 de abril de 1970, coincidiendo con la festividad de Sant Jordi. 
La construcción del jardín se hizo bajo la dirección del arquitecto Gabriel Bracons y Singla, que fue asesorado por Enric Mestres, destacado jardinero urbanista de Barcelona. Bracons ya se había encargado de la reforma de la fachada posterior del edificio de la Caixa de Sabadell. De las plantas y árboles del jardín, se encargó Juan Segalà, de Sabadell.

## Arquitectura modernista
2. La sede de Unnim en Sabadell
Este edificio fue concebido para alojar las dependencias de la caja, su biblioteca y un salón de actos. Ocupa un solar entre medianeras con la fachada principal a la calle de Gracia y la posterior a un jardín. Consta de tres niveles: sótano, planta baja y planta piso. En la planta baja, originariamente ocupada por la biblioteca, están las oficinas de atención y servicio al público y las dependencias propias de la gestión y el gobierno de la institución. En la planta piso, entre otras dependencias, está el salón modernista.
2.1 La fachada
La fachada principal del edificio se resuelve mediante la composición de tres cuerpos de anchura similar. El cuerpo central, que sobresale de la línea de fachada, se remata con un frontón de perfil trazado con líneas ligeramente curvas que puede inscribirse en un triángulo equilátero.
La solemnidad de la entrada al edificio se configura, en la planta baja, por un conjunto de tres arcos: uno central y otros dos a los lados. Están separados por robustas columnas con el fuste y el capitel esculturados y, en la planta piso, por un gran ventanal de tres arcos lobulados con una escultura a cada lado y una amplia balconada sostenida por robustos canecillos. Los cuerpos laterales son más sencillos, pensado para romper la simetría que el cuerpo central impone. El conjunto de la fachada unifica por la cornisa trazada al nivel de la losa del balcón, por las trabajadas rejas de hierro forjado y por el recurso a la piedra como principal material de construcción. Entre los elementos que la conforman, destacan:
- Los capiteles de los arcos de entrada, esculturados con temas vegetales, florales y figuras que representan empleos tradicionales. Son obra del escultor Eusebio Arnau (Barcelona 1864-1934) del año 1906.
- Las esculturas alegóricas del trabajo y la virtud, realizadas por el escultor Josep Llimona (Barcelona, 1864-1934), en 1908.
- La clave del arco de entrada y el relevo, situado en el cuerpo de la derecha de la fachada, esculturados respectivamente con los motivos simbólicos de la hucha y el libro, que representan el ahorro y la cultura.
- Las falsas gárgolas en forma de langosta.
- El diseño y el trabajo de las rejas de hierro forjado.
- Los relieves alegóricos al trabajo tradicional masculino y femenino, y con marcadas referencias al ahorro y la lectura realizados por el escultor Sebastián Bahía en 1952.
2.2 El vestíbulo
La planta baja se estructura a partir de dos espacios situados uno a continuación del otro siguiendo el eje longitudinal del edificio. Estos espacios son el antiguo vestíbulo principal y el patio Turull.
El actual patio de operaciones es el resultado de las obras de reforma y de ampliación del vestíbulo principal del edificio, realizadas en 1952 y 1964. Este espacio, de planta de tres naves separadas por columnas y cubierta por bóvedas de crucería sostenidas por arcos, comunicaba la calle con el interior del edificio y servía de acceso a los espacios más abiertos al público, como la biblioteca y las oficinas, ubicadas a sus lados. El vestíbulo principal del edificio original se puede hoy reconocer en las columnas con los capiteles esculturados con temas vegetales por el escultor Josep Maria Barnadas (Barcelona 1867 - Alella 1939), los arcos, las bóvedas de crucería con esgrafiados en el intradós y en los contrafuertes de las paredes laterales convertidos en pilastras para las reformas.
2.3 El patio Turull
Desde el patio de operaciones, y por un espacio presidido por dos altas columnas que sostienen una viga metálica dispuesta a modo de arquitrabe, se accede al patio Turull. Este espacio, de planta cuadrada y con paredes que llegan hasta la cubierta, donde sostienen una claraboya de la misma dimensión que la planta, es todavía hoy el núcleo principal del edificio con respecto a las funciones prácticas de ventilación e iluminación, y las funciones simbólicas de comunicación entre el espacio abierto al público y el de acceso más restringido, con los despachos de dirección, la Sala del Consejo y el Salón modernista. Su diseño lo acerca a los patios de los palacios catalanes de la época gótica, con la majestuosa escalera trazada a un lado. En su centro, y con perspectiva desde el patio de operaciones siguiendo el eje central del edificio, se alza el monumento dedicado a Pedro Turull y Sallent, principal promotor de Caixa Sabadell, trazado a modo de columna honorífica encima de un pedestal, que proporciona el patio Turull las características de un espacio urbano. Los elementos situados en este espacio cabe destacar:
- La amplia y pausada escalera de piedra de dos tramos, el primero descubierto y el segundo cobijado bajo bóvedas sostenidas por una serie de columnas y arcos rampantes.
- El trabajo de la piedra en las columnas, los capiteles y la barandilla de la escalera.
- Las farolas de hierro forjado.
- La claraboya de vidrieras, reformada en 1966 con las procedentes del techo de la antigua biblioteca.
- Los estucos y esgrafiados de las paredes y las bóvedas de la escalera, con temas geométricos y florales y motivos que simbolizan el ahorro y la cultura.
- El monumento a Pedro Turull y Sallent, realizado según el proyecto de Jeroni Martorell. Las figuras alegóricas son obra del escultor Manuel Fuxá (Barcelona 1850-1927) y el busto que corona la columna honorífica del también escultor Ismael Smith (Barcelona 1886 - Nueva York 1972).
- Las placas de bronce conmemorativas de la creación de Caixa Sabadell, colocadas en 1934, año de la celebración de 75 aniversario, así como la placa de mármol conmemorativa del 150 aniversario de la entidad, descubierta por los Príncipes de Asturias.
2.4 El Salón modernista
Por la escalera del patio Turull se accede a la planta piso, y se penetra en el Salón por una decorada sala, enmarcada por un gran arco rebajado. La arquitectura del Salón modernista configura un gran y luminoso espacio de tres naves separadas por columnas y arcos parabólicos. La nave central es más larga, ancha y alta que las naves laterales, lo que permite que la luz penetre a través de amplios ventanales abiertos en las paredes de los lados y que sobresalen de las azoteas que cubren las naves laterales.
La cubierta a dos aguas de la nave central se sostiene en arcos parabólicos, los cuales, trazados transversalmente al eje de la nave y atirantados por la ausencia de contrafuertes laterales, transmiten las cargas a las columnas.
La mayor longitud en planta de la nave central respecto de las laterales, y el recurso a una pared sostenida por arcos y pilastras, que cierra a media altura el espacio central cerca del tester, en configura la cabecera, espacio de proporciones más reducidas que se sitúa la presidencia. Al tester opuesto, y sobre la sala de acceso al Salón, hay una tribuna desde la cual, y a través de una gran abertura de tres arcos, hay vista directa a la imponente nave central. En el Salón modernista se manifiestan relevantes muestras de artes aplicadas, tales como:
- Las columnas de fuste de mármol y piedra caliza con los capiteles esculturados con temas florales y motivos simbólicos del ahorro y la cultura.
- El esgrafiado de los arcos, el trabajo de forja de los tirantes de hierro y la decoración en relieve del techo, que integra todo el conjunto como un solo elemento.
- El pavimento de losas de mármol y muestras de mosaicos con temas florales y motivos heráldicos y simbólicos del ahorro y la cultura, hechas al estilo romano por la casa Mario Maragliano Navone.
- El conjunto de tres vidrieras de la cabecera, pintados al fuego con composiciones alegóricas del comercio, de la industria y de la agricultura, y el rosetón de vidrieras de composición abstracta, obrados por la Casa Maumejean.
- El conjunto de cinco vidrieras de la sala de acceso al Salón, pintados al fuego con composiciones alegóricas de Cataluña y la representación de personajes con el rey Jaime I, el arzobispo Torres Amat de Palou y el economista ilustrado Antonio de Capmany y de Montpalau, obrados por la casa Rigalt y Cía. según los dibujos del pintor J. Pey y Farriol (Barcelona 1875-1956).
- La composición floral que enmarca el escudo de la ciudad en el conjunto de tres vidrieras de la tribuna.
- Las composiciones florales de las vidrieras de las aberturas laterales de la nave central y de la fachada principal.
- Los estucos y esgrafiados con temas florales y representaciones alegóricas de las ciencias y las artes.
- Las composiciones pictóricas del pintor y grabador Ricard Marlet (Sabadell 1896 - Matadepera 1976), el año 1943, que llenan los espacios moldurados entre arcos y representan actividades de la Obra Social.

## El jardín
Es un espacio muy frecuentado por la población de Sabadell, siendo de los pocos espacios verdes de uso público existente en el centro de la ciudad.
Destacan diversos elementos:
- El anfiteatro, con una capacidad para 273 personas y un escenario elíptico.
- El estanque, inspirado en los pequeños lagos característicos de los jardines orientales, con vegetación y fauna acuática.
- La plaza central de arenisca.
- La vegetación, con árboles y arbustos autóctonos y originarios de diversas partes del mundo que acogen diferentes especies de aves.

## Servicios
- Jardín con anfiteatro.
- Alquiler de espacios.
- Wifi gratis.
- Cafetería autoservicio.